# 痛痛病
痛痛病，又稱疼痛病、骨痛病，是1950年發生在日本富山縣的世界最早的鎘中毒事件。鎘中毒導致骨骼軟化（骨質疏鬆症）及腎功能衰竭。病名來自患者由于關節和脊骨極度痛楚而發出的叫喊聲。鎘由山區裏的礦場排放到河裏。事件中礦業公司被成功起訴。痛痛病是日本四大公害病之一。

## 起因
痛痛病是由於日本岐阜縣北部的採礦活動而導致的鎘中毒。該區域最早關於採金可追溯到710年。有規律的採銀則始於1589年，而不久後鉛、銅和鋅的開採活動也開始了。日俄戰争和第一次世界大戰導致原料的需求上升，及由歐洲引進的新採礦技術，令由三井金屬礦業經營的神岡礦山躍升爲居世界首位的礦場之一。第二次世界大戰前產量進一步上升。由1910年直到1945年，礦務活動大量排放鎘，導致神通川及其支流的污染上升，而疾病首先發生在1912年。神通川主要用於稻田的灌溉，但也是作爲食水和洗滌用水的來源，以及從事漁業活動的場所等。

## 影響
由於鎘中毒，河裏的魚類開始死亡，而用河水灌溉的稻生長得並不理想。鎘和其他重金屬沉積在河底及河水裏。當這河水用於灌溉稻田，禾稻便吸收所有的重金屬，但尤以鎘爲甚。人食用受污染的稻米後，鎘便積聚在人體内。當地人口向三井金屬礦業投訴污染。三井于是興建了一個水塢來儲存排出河流前的採礦廢水，但這是亡羊補牢的措施——很多人已經得病。當時疾病起因仍然不明，一直到1946年還被認爲只是一種地區性疾病，或者是一種病菌。尋找病因的醫學檢驗始於1940年代和1950年代。起初預料是由于上游的鉛礦而造成的鉛中毒。直至1955年，鎘才被荻野昇醫生和同僚懷疑是致病的原因。荻野醫生也創造了“痛痛病”一詞。富山縣也于1961年開始進行調查，確定了三井金屬礦業的神岡礦山引致鎘污染，而受影響最嚴重的是礦山下游30公里的地區。厚生省于1968年對由鎘中毒引發的“痛痛病”的病徵發表了聲明。
在減少了供水裏的鎘含量後，發病者的數量下降了。1946年以後没有發現新的發病者。可是，儘管病情最嚴重的患者位于富山縣，政府也發現了在五個其他縣的患者。礦山直到今天依然在運作。
中毒之病人將會全身骨骼疼痛，幾天後病人的近端腎小管被破壞，導致腎臟萎縮，產生尿毒症。且大量流失鈣質，易發生骨折現象。

## 法律行動
由9個受害者和20名受害者家屬組成的29個原告，在1968年在富山縣法院起訴三井金屬礦業。1971年6月，一审判决原告胜诉，但三井金屬礦業不服提出上诉。1972年8月二审判决原告胜诉。隨後三井同意支付受害人的醫療费用，爲居民執行的水質監察提供資金，和向疾病受害者發放賠償。
認爲自己是受害人的人，須聯絡日本厚生勞動省，以便對其追討作出評估。雖然如此，很多受害人對政府的措施并不滿意，要求改變政策。這導致政府檢討釐定受害者的法定準則。政府也重新檢討對疾病的治理。如果一個人如果曾居住在受污染地區，患有肝臟功能失調、骨骼軟化，就算没有關連的心臟問題，也算是受害者。自1967年起，184個受害者已被法律承認，其中54人在1980年至2000年得到承認。可是，在1993年，只有15個受害者仍然生還。

## 經濟代價
在1992年，對保健支出的平均賠償爲每年7.43億日元。農業損失的賠償金額爲每年17.5億日元。此外，爲減少河流受進一步污染，每年投入6.2億日元。

## 类似案例
台灣1982年發生過鎘米事件，因塑膠製造工廠大肆排放廢水至灌溉農田的水源中，導致作物稻米污染，引發此类事件。

## 外部連結
- 有關痛痛病的更多資料 （页面存档备份，存于）
- 對水質污染的預防措施
- 中國科學家發現水稻富集鎘的分子機制 （页面存档备份，存于）